# Carrierea
Carrierea es un género con dos especies de plantas  perteneciente a la familia Salicaceae.

## Taxonomía
Carrierea fue descrito por Adrien René Franchet y publicado en Revue Horticole 68: 498, en el año 1896. La especie tipo es: Carrierea calycina Franch. 

## Especies
- Carrierea calycina
- Carrierea dunniana